# Hypotrix
Hypotrix là một chi bướm đêm thuộc họ Noctuidae.

## Các loài
- Hypotrix alamosa (Barnes, 1904)
- Hypotrix aselenograpta Dyar, 1916
- Hypotrix basistriga Lafontaine, Ferris & Walsh, 2010
- Hypotrix carneigera Guenée, 1852
- Hypotrix cirphidia (Draudt, 1924)
- Hypotrix clarcana Dyar, 1916
- Hypotrix diapera (Hampson, 1913)
- Hypotrix diplogramma (Schaus, 1903)
- Hypotrix duplicilinea (Dognin, 1908)
- Hypotrix euryte (Druce, 1898)
- Hypotrix ferricola (Smith, 1903)
- Hypotrix flavigera Guenée, 1852
- Hypotrix hueco (Barnes, 1904)
- Hypotrix lunata Smith, 1906
- Hypotrix naglei Lafontaine, Ferris & Walsh, 2010
- Hypotrix niveilinea (Schaus, 1894)
- Hypotrix ocularis Lafontaine, Ferris & Walsh, 2010
- Hypotrix optima (Dyar, [1920])
- Hypotrix parallela Grote, 1883
- Hypotrix proxima (Draudt, 1924)
- Hypotrix purpurigera Guenée, 1852
- Hypotrix quindiensis (Draudt, 1924)
- Hypotrix rubra Lafontaine, Ferris & Walsh, 2010
- Hypotrix sedecens (Schaus, 1903)
- Hypotrix spinosa (Barnes & McDunnough, 1912)
- Hypotrix trifascia (Smith, 1891)
- Hypotrix umbrifer (Dyar, 1916)
- Hypotrix vigasia (Schaus, 1894)